# 音色
音色（timbre）是音的特色。不同音色的声音，即使在同一音高和同一响度的情况下，也能让人区分开来。同样的音高和响度配上不同的音色就好比同样色相和明度配上不同的色度一样。

## 定義
美国国家标准协会将音色定义为一种声音的感官属性，使听者可以据此判断出两个具有相同响度和音高之声音的区别。音色主要表现在声音频谱特征对人的刺激，也表现在波形、声压、频谱的频率位置和频谱对人的时间性刺激。

## 原理
声音是由发声的物体的振动产生的。当发声物体的主体振动时会发出一个基音，同时其余各部分也有复合的振动，这些振动组合产生泛音。正是这些泛音决定了发声物体的音色，使人能辨别出不同的乐器甚至不同的人发出的声音。所以根据音色的不同可以划分出男音和女音；高音、中音和低音；弦乐和管乐等。
所有泛音都比基音的频率高，但强度都相当弱，否则就无法调准乐器的音高了。

## 屬性
许多评论家都企图拆分音色的构成要素。例如J.F. Schouten（1968, p.42）通过大量现代音乐的研究，将“音色难以捕捉的属性”分解为至少以下五个声学参数：
1. 包含乐音与类噪音的整个范围
2. 频谱包络（Spectral Envelope）
3. 时间包络（尤指包含起音、持续和衰减的ADSR包络）
4. 频谱包络（共振峰滑音）与基本频率（微分音）的共时变化
5. 与接下来声音持续态不太相似的前缀（Prefix）与起始（Onset）

## 时间包络
音色受到时间包络參數（Time Envelope）的影響，起音（Attack，聲音從無到峰值的時間）、衰减（Decay，起音后由峰值降回平穩狀態的時間）、延音（Sustain，平穩狀態的時間）、释放（Release，由平穩衰減到無声的時間）等都是采样器可控制的參數。舉個例子，若加大鋼琴或是小號所產生訊號中的起音时间参数，將導致聽者難以辨認樂器的音色，這是由於鋼琴內的音鎚敲擊琴弦或嘴唇與吹嘴接觸發出的氣聲，皆為辨認樂器音色的重要特徵。

## 相關概念
- 音質：聲音的質感, 是比音色更抽象的東西。
- 力度：聲音的强度，即震動的幅度。
- 音調：即音頻、音高，震動的频率。
- 音品：即音色，即泛音與谐波。